# Noventa di Piave
Noventa di Piave is een gemeente in de Italiaanse provincie Venetië (regio Veneto).
De volgende frazioni maken deel uit van de gemeente: Santa Teresina; Romanziol.

## Demografie
Noventa di Piave telt ongeveer 2.345 huishoudens. Het aantal inwoners steeg in de periode 1991-2001 met 3,8% volgens cijfers uit de tienjaarlijkse volkstellingen van ISTAT.
| Jaar | Inwoneraantal |
| ---- | ------------- |
| 1991 | 5.733         |
| 2001 | 5.952         |
| 2022 | 6.984         |

## Geografie
Noventa di Piave grenst aan de gemeenten Fossalta di Piave, Salgareda (TV), San Donà di Piave en Zenson di Piave (TV).
Annone Veneto · Campagna Lupia · Campolongo Maggiore · Camponogara · Caorle · Cavallino-Treporti · Ceggia · Chioggia · Cinto Caomaggiore · Cona · Concordia Sagittaria · Dolo · Eraclea · Fiesso d'Artico · Fossalta di Piave · Fossalta di Portogruaro · Fossò · Gruaro · Jesolo · Marcon · Martellago · Meolo · Mira · Mirano · Musile di Piave · Noale · Noventa di Piave · Pianiga · Portogruaro · Pramaggiore · Quarto d'Altino · Salzano · San Donà di Piave · San Michele al Tagliamento · Santa Maria di Sala · Santo Stino di Livenza · Scorzè · Spinea · Stra · Teglio Veneto · Torre di Mosto · Venetië · Vigonovo
1. ↑  https://demo.istat.it/?l=it.